# Franz von Jauner

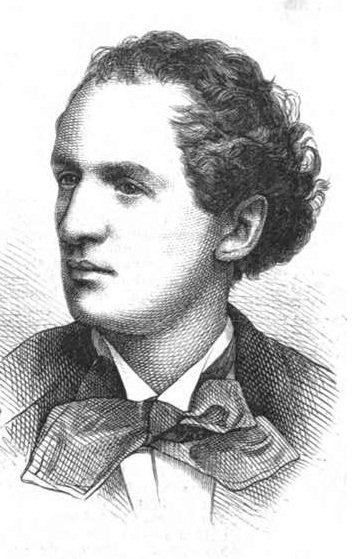
Franz Jauner, vor 1870. Grafik von Adolf Neumann.

Franz Jauner um 1870

Franz von Jauner 1899

Franz Xaver Sebastian Jauner, ab 1880 Ritter von Jauner (* 14. November 1831 in Wien; † 23. Februar 1900 ebenda) war ein österreichischer Schauspieler und Theaterdirektor.

## Biografie
Franz Jauner war der Sohn des Hofgraveurs Franz Jauner (1808–1889), der wegen seiner Kunstfertigkeit „Wiener Cellini“ genannt wurde. Seine beiden jüngeren Brüder waren der Hofgraveur Heinrich Jauner (1833–1912) und der Verwaltungsbeamte August Jauner von Schroffenegg (1835–1907). Da Franz Jauner Geschäft und Beruf seines Vaters nicht übernehmen wollte, begann er nach Beendigung seiner Schulzeit in der k.u.k. Hofburgkanzlei (Verwaltung) als Akzessist.
Musisch begabt hatte Jauner seit seiner Kindheit Klavierstunden und wurde musisch auch durch den Komponisten Simon Sechter gefördert. Sein eigentliches Bühnendebüt hatte er bereits als Jugendlicher in der Rolle eines stummen Pagen in Giacomo Meyerbeers Die Hugenotten. 1854 bekam er dann seine erste Sprechrolle in August von Kotzebues Wer weiß, wozu es gut ist. Heinrich Laube lernte ihn dabei kennen und engagierte ihn; zwischen 15. Februar 1854 und 30. Juni 1855 zählte Jauner zum Ensemble des Burgtheaters. Seine offizielle Abschiedsvorstellung war William Shakespeares Ein Sommernachtstraum; er gab darin den Oberon.
1855 begleitete Jauner die Schauspielerin Amalie Haizinger und deren Tochter Luise Neumann auf deren Gastspielreise an das Großherzogliche Hoftheater Karlsruhe und das Stadttheater in Mainz. Dort trennte er sich von ihnen und ging nach Paris an das Théâtre-français. Nach einigen kleineren Gastspielen hier und dort wurde Jauner im Herbst 1858 an das Dresdner Hoftheater verpflichtet. Dort lernte er die Schauspielerin Emilie Krall (1831–1914) kennen und heiratete sie im darauffolgenden Jahr.
1871 wurde Jauner vom Theaterdirektor Anton Ascher an das Carltheater (Wien) engagiert und konnte dort bereits am 25. April 1871 in der Rolle des „Beethoven“ in Adelaide erfolgreich auftreten. Mit Wirkung vom 1. Juli 1871 wurde Jauner als Nachfolger Aschers Direktor des Carltheaters und leitete es bis 1878. Seine sensationellen Erfolge in diesem Amt brachten ihm am 9. April 1875 die Berufung in die Leitung des Wiener Hofoperntheaters.
Da er noch am Carltheater vertraglich verpflichtet war, galt dies provisorisch; ab Frühjahr 1878 hatte er dieses Amt vollständig inne. Seinen offiziellen Einstand gab er 1875 mit Verdis Requiem. Durch Jauners Initiative und Vermittlung kam es in Wien zur ersten Aufführung (außerhalb Bayreuths) von Richard Wagners Tetralogie Der Ring des Nibelungen. So groß die künstlerischen Verdienste Jauners auch waren, so gering waren dabei seine geschäftlichen Erfolge. Mit Wirkung vom 30. Juni 1880 galt seine Demission. Trotzdem wurde ihm ob seiner Leistungen von Kaiser Franz-Joseph I. der Orden der Eisernen Krone verliehen. Dem Ordensstatut nach hatte dies auch eine Nobilitierung (Ritterstand) zur Folge.
Mit Wirkung vom 1. Juni 1881 übernahm Jauner das Ringtheater und brachte als Einstand am 1. Oktober desselben Jahres die Märchenkomödie Die Rattenfänger von Hameln (Victor Ernst Nessler) auf die Bühne. Ludwig Ganghofer wurde im selben Jahr von ihm als Dramaturg geholt. Neben seiner Tätigkeit als Theaterdirektor trat er ab dieser Zeit auch wieder als Schauspieler auf; u. a. als „Graf Almaviva“.

Am 8. Dezember 1881 brach während der Vorstellung Hoffmanns Erzählungen (Jacques Offenbach) im Theater ein Brand aus und dabei kamen 386 Menschen (nach Ludwig Eisenberg gab es dabei fast 1.000 Tote) ums Leben. Als verantwortlicher Direktor wurde Jauner wegen Fahrlässigkeit angeklagt und zu drei Jahren Gefängnis verurteilt, wurde aber nach nur einigen Wochen Gefängnisaufenthalts durch einen kaiserlichen Gnadenerlass entlassen.
Danach blieb Jauner dem Theater fern, bis er 1884 gemeinsam mit Camillo Walzel und Alexandrine von Schönerer wieder die Leitung des Theaters an der Wien übernahm. Bereits nach kurzer Zeit gab er aber dieses Amt wieder auf. 1892 war er an einigen Inszenierungen anlässlich der „Internationalen Theater- und Musikausstellung Wien“ beteiligt. In der Spielzeit 1894/95 gab er als Schauspieler ein erfolgreiches Gastspiel in Hamburg und im Anschluss daran übernahm er wieder die Leitung des Carltheaters in Wien. Am 4. Oktober 1895 brachte er mit sehr großem Erfolg die Operette Das Modell (Franz von Suppè) erstmals auf die Bühne.
Da auch hier der künstlerische Erfolg wesentlich größer als der finanzielle war, unternahm Jauner als Schauspieler eine Tournee nach Moskau und Sankt Petersburg; er fungierte dabei gelegentlich auch als Dirigent. Doch die Schulden wurden immer größer und anlässlich einer Kassenprüfung am 23. Februar 1900 konnte nur noch die sofortige Pleite des Theaters festgestellt werden. Jauner beging am selben Tag Suizid, indem er sich erschoss. Seine letzte Ruhestätte fand er auf dem Ober Sankt Veiter Friedhof in Wien (Gruppe RG, Nummer 57).

## Rollen (Auswahl)
- Herr von Rhaden – Magnetische Kuren (Friedrich Wilhelm Hackländer)
- Isidor – Hausmütterchen (Carl Gollmick)
- Julius – Der Sohn auf Reisen (Leopold Feldmann)
- Peter, gen. Schusterle – Die Karlsschüler (Heinrich Laube)
- Octave – Furcht vor der Freude (Delphine Gay)
- Paul von Husch – Pagenstreiche (August von Kotzebue)
- Ltnt. von Stolpe – Valentine (Armand d’Artois)
- Kuoni – Wilhelm Tell (Friedrich Schiller)
- Oberon – Ein Sommernachtstraum (William Shakespeare)
- Johannes – Die Makkabäer (Otto Ludwig)
- RA Kober – Durchs Ohr (Wilhelm Jordan)
- Roden – Ein amerikanisches Duell (Gustav von Moser)
- Louis XVI – Drei Staatsverbrecher (Johann Baptist von Schweitzer)
- Graf Giray – Die Kameliendame (Alexandre Dumas der Jüngere)
- Mendelssohn – Onkel Moses (Hugo Müller)
- Graf Scherikoff – Yelva, die russische Waise (Eugène Scribe)
- Graf Almaviva – Der Barbier von Sevilla (Gioacchino Rossini)
- alter Lampl – Tschapperl (Hermann Bahr)
- alter Arbeiter – Das neue Ghetto (Theodor Herzl)

## Ehrungen

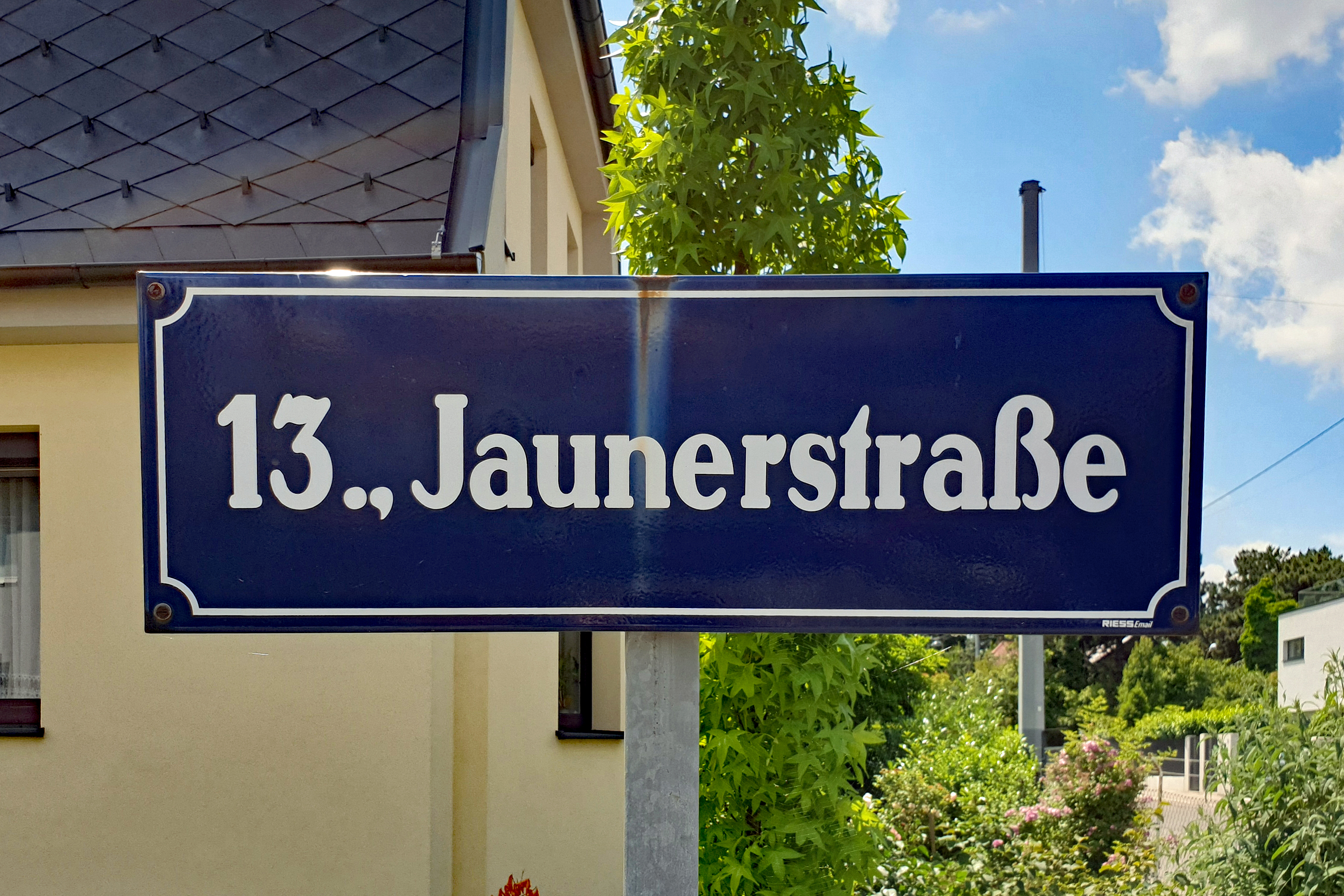
Straßenschild Jaunerstraße

1955 wurde die Jaunerstraße in Wien-Hietzing nach ihm benannt.
Der deutsche Musikfilm Operette von Regisseur, Hauptdarsteller und Produzent Willi Forst aus dem Jahr 1940 behandelt fiktiv das Leben und Wirken Jauners, im Zusammenspiel mit seinen künstlerischen Zeitgenossen. Die Uraufführung war am 20. Dezember 1940 in Wien und am 16. Januar 1941 in Berlin.